# 132 a. C.
El año 132 a. C. fue un año del calendario romano prejuliano. En el Imperio romano, fue conocido como el año 622 Ab Urbe condita.

## Acontecimientos
- Entrada triunfal en Roma de Escipión tras conquistar Numancia.

## Fallecimientos
- Eunoo, líder de la rebelión de los esclavos en Sicilia durante la primera guerra servil.

## Nacimientos
- Mitrídates VI, rey del Ponto.